# Guitar for Lovers
Guitar for Lovers è un album discografico di Al Caiola, pubblicato dalla casa discografica United Artists Records nel febbraio del 1965.

## Tracce

### LP
Lato A
1. Everybody Loves Somebody – 2:52 (Irving Taylor, Ken Lane)
2. Dear Heart (From the Motion Picture "Dear Heart") – 2:20 (Jay Livingston, Ray Evans, Henry Mancini)
3. Who Can I Turn To (When Nobody Needs Me) – 2:45 (Leslie Bricusse, Anthony Newley)
4. Isn't It Romantic? – 2:30 (Lorenz Hart, Richard Rodgers)
5. Sylvia (From the Motion Picture "Sylvia") – 2:50 (David Raksin)
6. Satin Doll – 2:54 (Billy Strayhorn, Duke Ellington)

Lato B
1. Do You Love Me? (From Musical "Fiddler on the Roof") – 2:15 (Jerry Bock, Sheldon Harnick)
2. My Love, Forgive Me – 2:12 (S Lee, G Mescoli)
3. Love Letters – 2:50 (E Heyman, V Young)
4. You Are Too Beautiful – 2:23 (Lorenz Hart, Richard Rodgers)
5. A Heart Must Learn to Cry (From the Motion Picture "36 Hours") – 2:48 (D Tiomkin)
6. Li'l Darlin' – 2:37 (Neal Hefti)

## Musicisti
- Al Caiola - chitarra, arrangiamenti
- The Will Bronson Singers - accompagnamento vocale-cori
- Altri musicisti non accreditati

Note aggiuntive
- Leroy Holmes - produttore[2]